# Garessio
Garessio é uma comuna italiana da região do Piemonte, província de Cuneo, com cerca de 3.498 habitantes. Estende-se por uma área de 131 km², tendo uma densidade populacional de 27 hab/km². Faz fronteira com Bardineto (SV), Calizzano (SV), Castelvecchio di Rocca Barbena (SV), Erli (SV), Nasino (SV), Ormea, Pamparato, Priola, Roburent, Viola.
Faz parte da rede das Aldeias mais bonitas de Itália.

## Demografia
| Variação demográfica do município entre 1861 e 2011                               |
|                                                                                   |
| Fonte: Istituto Nazionale di Statistica (ISTAT) - Elaboração gráfica da Wikipedia |